# José Ramón Alexanko Ventosa
José Ramón Alexanko Ventosa (Barakaldo, 19 de maig del 1956), conegut al món del futbol com a Alexanko, és un exfutbolista basc. Després de retirar-se va fer d'entrenador de futbol. Posteriorment entre 2005 i 2010 va ser director del futbol base al FC Barcelona, i entre 2015 i 2017 director de l'Acadèmia del València CF. Des de febrer de 2017 és el director esportiu de l'equip valencianista.
Com a futbolista, jugava de defensa central i, després d'iniciar-se a les categories inferiors de l'Athletic Club de Bilbao, passà pel primer equip. El 1980 fitxà pel FC Barcelona, club on aconseguí els seus principals triomfs esportius, destacant la primera Copa d'Europa del club, la qual va aixecar com a capità de l'equip. Va guanyar 16 competicions en total – i va jugar en 367 partits de lliga durant 17 temporades (34 gols).
Va ser internacional amb la selecció espanyola en més de 30 ocasions, i va jugar-hi un Mundial i una Eurocopa.

## Carrera de club

### Athletic de Bilbao
Nascut a Barakaldo, Biscaia, Alexanko es va incorporar al planter de l'Athletic Club el 1972, després va jugar cedit  amb els veïns bascos del Deportivo Alavés – a Segona Divisió – i va tornar posteriorment. Va debutar a la Primera divisió espanyola de futbol el 12 de desembre de 1976, en una victòria per 5-2 a casa contra l'RCD Espanyol (30 minuts jugats).
Titular indiscutible des de la la seva segona temporada en endavant, els punts culminants d'Alexanko a l'Athletic van ser dos subcampionats, un a la Copa del Rei i un altre a la Copa de la UEFA, ambdues el 1977. Entre els seus companys d'equip hi havia els veterans José Ángel Iribar i Javier Irureta.

### FC Barcelona
El 1980, Alexanko va fitxar pel FC Barcelona, obrint el camí per a diversos jugadors bascos com ara José Mari Bakero, Txiki Begiristain, Ion Andoni Goikoetxea, Julio Salinas i Andoni Zubizarreta. Amb ell com a capità, van formar la columna vertebral del llegendari "Dream Team", que va guanyar quatre campionats de lliga consecutius i la Copa d'Europa per primera vegada a la història del club.
Va ser titular a la final de la Recopa de 1982, que el Barça va guanyar a l'Standard de Lieja per 2-1 al Camp Nou.
Posteriorment també seria titular en la final de la Recopa d'Europa de 1989, a Berna, que fou el primer trofeu de Johan Cruyff a la banqueta blaugrana i l'inici de l'èxit del “Dream Team”.
Entre els seus moments més memorables durant les seves 13 temporades a l'equip català, Alexanko va marcar el gol de la victòria en la victòria del Barcelona contra la Reial Societat per 1-0 a la final de la Copa del Rei de 1988. també va jugar uns deu minuts a la  final de la Copa d'Europa de 1992 que el Barça va guanyar a l'Estadi de Wembley de Londres el 20 de maig de 1992, la primera Copa d'Europa del Barça i un partit que marcaria la història del club. Sis anys abans, el seu xut a la tanda de penals va ser aturat per Helmuth Duckadam, del FC Steaua București, quan el Barça va perdre la final de 1986 a Sevilla.

## Internacional
Alexanko va debutar amb la selecció espanyola el 15 de novembre de 1978, jugant la victòria per 1-0 a casa contra Romania a la fase de classificació per a l'Eurocopa de la UEFA 1980. Va representar Espanya tant a l'Eurocopa de 1980 com a la Copa del Món de la FIFA de 1982, i finalment es va retirar de l'escena internacional amb només 26 anys després del segon empat de la fase de grups contra Anglaterra en aquesta última competició, amb un total de 34 internacionalitats; també va aparèixer en un partit amb la selecció basca de futbol, el 1979.

## Palmarès com a jugador
- 4 Lligues, 1985, 1991, 1992 i 1993
- 4 Copes del Rei, 1981, 1983, 1988 i 1990
- 3 Supercopes, 1983, 1991 i 1992
- 2 Copes de la Lliga, 1983 i 1986
- 1 Copa d'Europa, 1992
- 2 Recopes, 1982 i 1989[6]
- 1 Supercopa d'Europa de futbol, 1992